# Storojinets
Storojinets (en ucraïnès Сторожинець i en rus Сторожинец) és una ciutat de la província de Txernivtsí, Ucraïna. El 2021 tenia 14.138 habitants.